# Podu Dâmboviței
Podu Dâmboviței – wieś w Rumunii, w okręgu Ardżesz, w gminie Dâmbovicioara. W 2011 roku liczyła 545 mieszkańców.